# Пахомовская (Шенкурский район)
Пахомовская — деревня в Шенкурском районе Архангельской области. Входит в состав муниципального образования «Ровдинское».

## География
Деревня расположена в южной части Архангельской области, в таёжной зоне, в пределах северной части Русской равнины, в 65 километрах на юг от города Шенкурска, на левом берегу реки Суланда, притока Пуи. Ближайшие населённые пункты: на северо-западе деревня Сараевская, на юго-востоке деревня Андреевская.
Часовой пояс
Пахомовская, как и вся Архангельская область, находится в часовой зоне МСК (московское время). Смещение применяемого времени относительно UTC составляет +3:00.

## Население
| 2002 | 2010 | 2012 |
| ---- | ---- | ---- |
| 14   | ↘6   | ↗7   |

## История
Указана в «Списке населённых мест по сведениям 1859 года» в составе Шенкурского уезда(1-го стана) Архангельской губернии под номером «2075» как «Пахомовская». Насчитывала 11 дворов, 47 жителей мужского пола и 50 женского.
В «Списке населенных мест Архангельской губернии к 1905 году» деревня Пахомовская насчитывает 22 двора, 66 мужчин и 71 женщину.  В административном отношении деревня входила в состав Суландского сельского общества Ровдинской волости.
На 1 мая 1922 года в поселении 31 дворов, 61 мужчин и 76 женщин.